# Скотт (округ, Міссісіпі)
Шаблон:StateAbbr_ 32°24′ пн. ш. 89°33′ зх. д. / 32.4° пн. ш. 89.55° зх. д.
Округ  Скотт (англ. Scott County) — округ (графство) у штаті Міссісіпі, США. Ідентифікатор округу 28123.

## Історія
Округ утворений 1833 року.

## Демографія
За даними перепису 
2000 року 
загальне населення округу становило 28423 осіб, зокрема міського населення було 8475, а сільського — 19948.
Серед мешканців округу чоловіків було 13800, а жінок — 14623. В окрузі було 10183 домогосподарства, 7534 родин, які мешкали в 11116 будинках.
Середній розмір родини становив 3,21.
Віковий розподіл населення поданий у таблиці:
| Стать    | До 15 років | 15-21 | 22-29 | 30-39 | 40-49 | 50-65 | 65-85 | Понад 85 |
| -------- | ----------- | ----- | ----- | ----- | ----- | ----- | ----- | -------- |
| Чоловіки | 3453        | 1537  | 1539  | 1933  | 1945  | 1993  | 1271  | 129      |
| Жінки    | 3284        | 1472  | 1476  | 2004  | 1993  | 2267  | 1774  | 353      |

## Суміжні округи
- Лік — північ
- Ньютон — схід
- Сміт — південь
- Ренкін — захід
- Медісон — північний захід

## Виноски
1. ↑  U.S. Decennial Census. United States Census Bureau. Архів оригіналу за 19 липня 2018. Процитовано 7 листопада 2014.
2. ↑  Historical Census Browser. University of Virginia Library. Архів оригіналу за 11 серпня 2012. Процитовано 7 листопада 2014.
3. ↑  Population of Counties by Decennial Census: 1900 to 1990. United States Census Bureau. Архів оригіналу за 28 грудня 2014. Процитовано 7 листопада 2014.
4. ↑  Census 2000 PHC-T-4. Ranking Tables for Counties: 1990 and 2000 (PDF). United States Census Bureau. Архів оригіналу (PDF) за 18 грудня 2014. Процитовано 7 листопада 2014.
5. ↑  State & County QuickFacts. United States Census Bureau. Архів оригіналу за 5 вересня 2015. Процитовано 5 вересня 2013. [Архівовано 2015-09-05 у Wayback Machine.](англ.) Наведено за англійською вікіпедією.
6. ↑  American FactFinder. Бюро перепису населення США. Архів оригіналу за 26 лютого 2012. Процитовано 31 січня 2008. [Архівовано 2008-05-21 у Wayback Machine.]

| США | Це незавершена стаття з географії США. Ви можете допомогти проєкту, виправивши або дописавши її. |